# Petruskerk (Woerden)
De Petruskerk is een Nederlands Hervormde Kerk in Woerden. De kerk is gebouwd als driebeukige pseudobasiliek in laatgotische stijl. De kerk is in bezit van een orgel van Johann Bätz uit 1768.

## Geschiedenis
De kerk is gelegen in het centrum van Woerden aan het Kerkplein, gepositioneerd binnen het voormalige Romeinse fort Laurium. Op de plek waar de kerk nu staat, heeft eerder een houten kerkje gestaan. In 1202 is deze door de Hollanders geplunderd en in brand gestoken. 
In de dertiende eeuw werd de houten kerk vervangen door een stenen gebouw. Deze stenen kerk werd in de loop der eeuwen uitgebouwd tot de huidige driebeukige pseudobasiliek. In het Rampjaar 1672 brandden de toren en het dak af, nadat de Franse bezetter met vuur een signaal wilde geven aan hun troepen in Utrecht. Bij de herstelwerkzaamheden hiervan kreeg de kerk grotendeels zijn huidige vorm. Naast de kerk ligt een kleine kerktuin.
De kerk is samen met de Maranathakerk in gebruik bij de Hervormde gemeente Woerden. Beide kerkgebouwen worden om beurten gebruikt door de confessionele en hervormd-gereformeerde wijkgemeente.

## Bezienswaardigheden

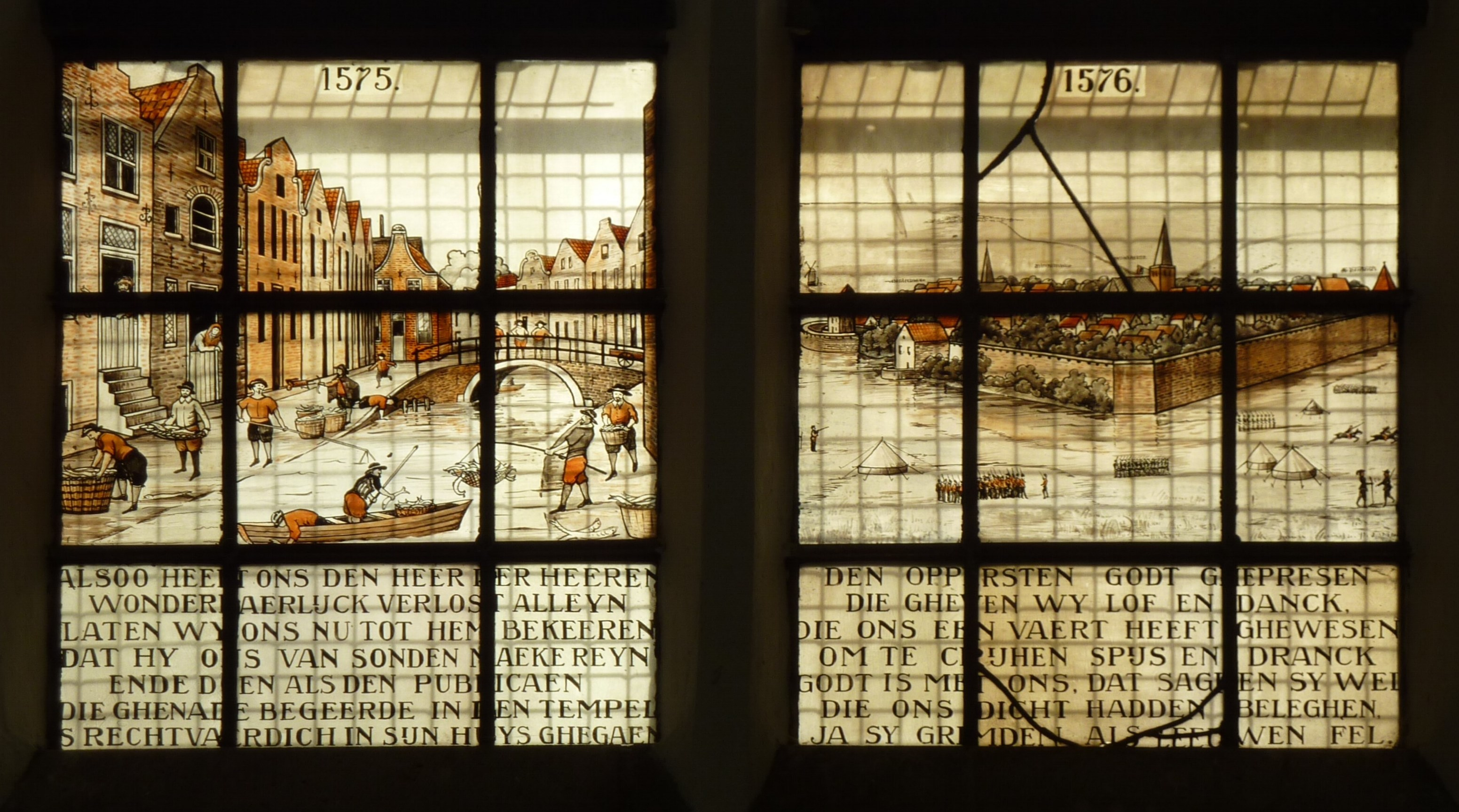
glasraam Wonder van Woerden, ontworpen door Hubertus Nicolaas van Reenen

In de kerk een gebrandschilderd glasraam dat het Wonder van Woerden toont. In het kerkinterieur liggen ook oude beelden, die tijdens de beeldenstorm waren begraven en later weer gevonden zijn.